# Megadontomys thomasi
Megadontomys thomasi är en däggdjursart som först beskrevs av Clinton Hart Merriam 1898.  Megadontomys thomasi ingår i släktet Megadontomys och familjen hamsterartade gnagare. IUCN kategoriserar arten globalt som starkt hotad. Inga underarter finns listade i Catalogue of Life.
Arten förekommer i en mindre bergstrakt i sydvästra Mexiko. Den lever i regioner som ligger 3000 till 3500 meter över havet. Habitatet utgörs av molnskogar.
Denna gnagare blir 30 till 35 cm lång, inklusive en 15,5 till 18,8 cm lång svans. Vikten är ungefär 58 g. Hos Megadontomys thomasi är den långa och tjocka pälsen på ovansidan mörkbrun, ofta med svarta skuggor, medan undersidan är täckt av krämfärgad päls. På de korta öronen finns bara glest fördelade hår. Djuret har en svart nos samt vita händer och fötter.
Individerna är främst nattaktiva och de håller ingen vinterdvala. Födan utgörs huvudsakligen av frön. Troligen har honor flera kullar mellan våren och hösten. Per kull föds oftast tvillingar. Arten delar sitt revir med andra gnagare som hjortråttor, egentliga skogsråttor och risråttor.